# 9923 Ronaldthiel

9923 Ronaldthiel

9923 Ronaldthiel eller 1981 EB24 är en asteroid i huvudbältet som upptäcktes den 7 mars 1981 av den amerikanska astronomen Schelte J. Bus vid Siding Spring-observatoriet. Den är uppkallad efter Ronald L. Thiel.
Asteroiden har en diameter på ungefär 4 kilometer och den tillhör asteroidgruppen Agnia.